# 明るいなかま
明るいなかま（あかるいなかま）は、NHK教育テレビジョンで1962年4月13日から1986年3月28日まで放送されていた小学生高学年向けの教育ドラマ。

## 概要
小学生低学年・中学年で学んだ行動を高学年でも身につける内容のドラマである。
1972年4月からカラー放送になった。

## 放送時間
いずれも日本時間。
| 期間                        | 放送時間                                                                                      |
| --------------------------- | --------------------------------------------------------------------------------------------- |
| 1962年度（前期）            | 土曜日 11:30 - 11:50                                                                          |
| 1962年度（後期） - 1964年度 | 金曜日 10:00 - 10:20                                                                          |
| 1965年度                    | 土曜日 11:40 - 12:00                                                                          |
| 1966年度 - 1979年度         | 木曜日 11:40 - 12:00                                                                          |
| 1980年度 - 1981年度         | 木曜日 11:45 - 12:00、土曜日 11:00 - 11:15（再放送） 1980年度から20分番組から15分番組に変更。 |
| 1982年度 - 1984年度         | 木曜日 11:45 - 12:00、土曜日 10:45 - 11:00（再放送）                                          |
| 1985年度                    | 月曜日 14:00 - 14:15、木曜日 11:45 - 12:00（再放送）                                          |

## 出演者
1962年度
- 樋口功[5]
- 高尾仁[5]

1963年度
- 南谷智晴[5]
- 早崎恵[5]
- 川田一恵[5]
- 佐藤陽一[5]

1964年度
- 臼田早世[5]
- 村上あづみ[5]
- 石原勉[5]

1965年度
- 臼田早世[5]
- 二木まこと[5]
- 安島雅春[5]
- 保科三良[5]
- 中川明[5]
- 福岡純子[5]

1966年度
- 老川輝明[5]
- 工藤富子[5]
- 降旗文子[5]
- 劇団こけし[5]
- 劇団こまどり[5]
- 東京放送児童劇団[5]

1967年度
- 桜井千佳子[5]
- 金子由利枝[5]
- 竹内泉[5]
- 柴崎敏[5]
- 劇団こけし[5]
- 劇団こまどり[5]
- 東京放送児童劇団[5]

1968年度
- 東京放送児童劇団[5]

1969年度
- 東京放送児童劇団[5]

1970年度
- 劇団こまどり[5]

1971年度
- 山田隆夫[5]
- 平林茂[5]
- 劇団こまどり[5]

1972年度
- 東京放送児童劇団[5]

1973年度
- 安東結子[5]
- 星野利晴[5]

1974年度
- 林ゆりか[5]

1975年度
- 林ゆりか[5]

1976年度
- 曾田博彰[5]

1977年度
- ケイコ[6]
- 東京放送児童劇団[5]

1978年度
- 長谷川潤[5]
- 小山麻美[5]
- 岡村悦明[5]

1979年度
- 窪田尚史[5]
- 劇団ひまわり[5]

1980年度
- 中村雅紀[5]
- 市原清彦[5]

1981年度
- 榎本哲也[5]
- 多田幸男[5]

1982年度
- 七五三木猛明[5]
- 丸山持久[5]

1983年度
- 七五三木猛明[5]
- 内八重友賀[5]

1984年度
- 森田隆史[5]
- 内田さゆり

1985年度
- 山本泰三[5]
- 田中理子[5]

## スタッフ
- 脚本 - 川崎九越、関功 ほか
- 音楽 - 福田和禾子 ほか

## 主題歌
- 作詞：岩間芳樹、作曲：広瀬量平、歌：中山千夏ヴァージョン（1969年度 - 1981年度）[7]と大和田りつ子ヴァージョン（1982年度 - 1985年度）が存在し、その両方に東京放送児童合唱団が参加している。